# PT Boat

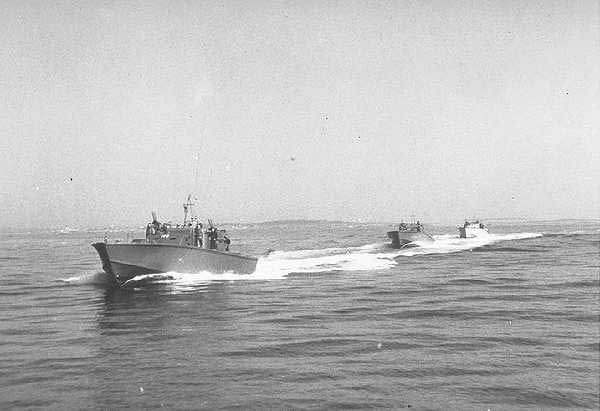
PT Boats.

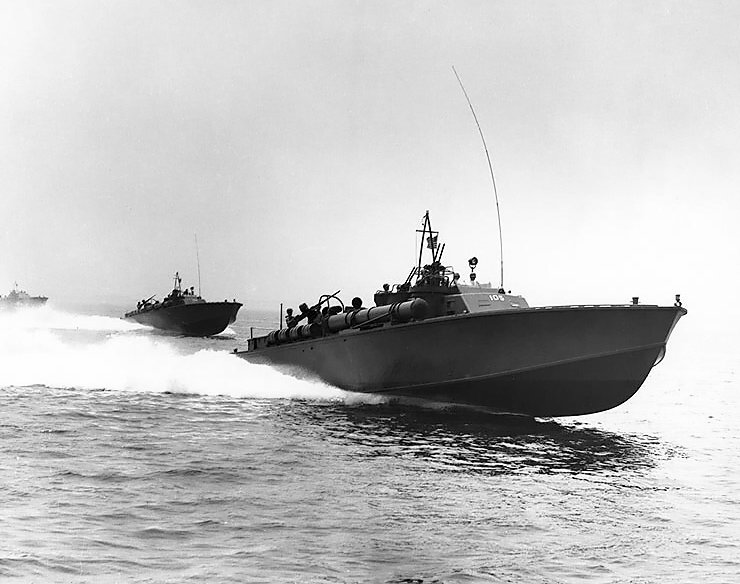
Tipo PT-105.

Las lanchas torpederas PT, barcos PT o PT Boats en inglés son una variedad de buques torpederos y sus siglas PT vienen de "Patrol Torpedo" o "Patrullera Torpedera". De tamaño pequeño y veloces, fueron utilizadas por la Armada de los Estados Unidos durante la Segunda Guerra Mundial con la finalidad de atacar buques de mayor tamaño. Los PT tenían el apodo de "escuadrón mosquito".
La fragilidad aparente de las lanchas PT, el carburante altamente inflamable, la escasa protección y lo solitario de sus misiones calificaron al servicio como "desechable" dentro del marco de la Armada estadounidense.
No por ello dejaban de ser aguerridas y demostraron su arrojo en innumerables ocasiones, como por dar un ejemplo, en el enfrentamiento entre la PT-137 contra un destructor japonés, la noche del 25 de octubre de 1944, en que el torpedo lanzado pasó bajo la quilla del destructor para ir a impactar en el crucero ligero Abukuma durante la batalla del Estrecho de Surigao.
Los barcos torpederos se desarrollaron a comienzos del siglo XX con la finalidad de destruir grandes barcos por medio de torpedos a un bajo costo. Los barcos PT americanos de la segunda guerra fueron construidos principalmente por la Elco, la Higgins Motors, la Huckins Yatch Works y otras firmas que en tiempo de paz comercializaban botes de recreo.
Entre los lanchas famosas de este tipo están la PT-109, comandada por quien llegaría a ser presidente de los Estados Unidos John F. Kennedy. Otra de ellas fue la PT-41, al mando de John D. Bulkeley, quien rescató al General Douglas MacArthur de su captura a manos de tropas japonesas, escapando de la Isla Corregidor en Filipinas.
Al finalizar la Segunda Guerra Mundial, casi todas las PT sobrevivientes se desmantelaron y quemaron en las playas. Algunos pocos ejemplares se exhiben en museos.

### Buques similares
Aliados
•  Clase G-5
Eje
•  Schnellboot
•  Motoscafo Armato Silurante